# Tahar Djaout
(Attribuito a Tahar Djaout [trad. di Vermondo Brugnatelli])
Tahar Djaout (Oulkhou, 11 gennaio 1954 – Algeri, 2 giugno 1993) è stato un giornalista, scrittore e poeta algerino.

## Biografia
Dopo essersi laureato in matematica all'Università di Algeri (nel 1977), conseguì anche un dottorato (D.E.A.) a Parigi nel 1985.
Dal 1976 cominciò a dedicarsi al giornalismo, scrivendo le sue prime critiche nel quotidiano El Moudjahid e collaborando regolarmente, tra il 1976 e il 1977, al supplemento El Moudjahid Culturel. Dopo un'interruzione dovuta al servizio militare, nel 1979 riprese a scrivere su El Moudjahid.
Nel 1980 passò al settimanale Algérie-Actualité, di cui diresse fino al 1984 la rubrica culturale, divenendone poi editorialista. Qui egli pubblicò numerosi articoli sia sui pittori (Baya, Mohammed Khadda, Denis Martinez, Hamid Tibouchi) sia sugli scrittori algerini di lingua francese, i cui nomi e le cui opere venivano all'epoca relegati in disparte: Jean Amrouche, Mouloud Feraoun, Mouloud Mammeri, Mohamed Dib, Jean Sénac, Bachir Hadj Ali, Messaour Boulanouar, Youcef Sebti, Abdelhamid Laghouati, Malek Alloula, Nabile Farès..
Nel 1992 fondò e diresse un nuovo settimanale, Ruptures su cui scrisse fino alla morte. Il primo numero de Ruptures uscì il 16 gennaio 1993.
Se il giornalismo fu l'arena in cui espresse la propria partecipazione all'attualità culturale e politica del suo paese, il suo talento letterario si espresse anche nella poesia, che egli sempre predilesse, e nella narrativa. Pubblicò infatti numerose raccolte di poesie, novelle e romanzi.
Il 26 maggio 1993 venne preso di mira da un commando terrorista che lo colpì con due proiettili alla testa. Era appena uscito il nº 20 della sua rivista e stava concludendo il nº 22. Morì dopo un'agonia di 8 giorni, a soli 39 anni. Il suo assassinio inaugurò una lunga stagione di sangue in cui caddero bersaglio dell'intolleranza numerosi altri intellettuali. È sepolto nel paese natale di Oulkhou.
Quasi fosse presago della propria tragica fine, il poeta scriveva, in una delle sue prime opere
(Solstice barbelé , p. 13)
Poco tempo dopo il suo assassinio, il cantante cabilo Lounès Matoub (che sarebbe morto anche lui in un agguato terrorista nel 1998) componeva Kenza, una canzone dedicata alla figlia del poeta, in cui ricordava lui e molte altre vittime di quel periodo di insensata violenza: il miliante democratico Rachid Tigziri (sgozzato il 31 gennaio 1994), il giornalista televisivo Smail Yefsah (caduto il 18 ottobre 1993), il sociologo Djilali Liabès (ucciso il 16 marzo 1993), il medico e poeta Laddi Flici (assassinato il 17 marzo 1993), il medico Mahfoud Boucebci (accoltellato il 15 giugno 1993).
(Lounès Matoub, Kenza [trad. di Vermondo Brugnatelli])
Più di recente, Salman Rushdie ha ricordato Tahar Djaout (sia pure senza nominarlo esplicitamente) in un brano del suo romanzo Shalimar il clown in cui viene descritto l'assassinio, in un parcheggio, di uno scrittore ucciso da integralisti religiosi che lo accusavano di essere empio, blasfemo, venduto all'occidente perché parlava francese. Poco dopo la sua morte, Salman Rushdie aveva presentato un documentario della BBC intitolato Shooting the Writer ("Spara allo scrittore").

## Opere di Tahar Djaout
- Solstice barbelé (poesie 1973-1974), Sherbrooke (Québec), ed. Naaman, 1975
- L'Arche à vau-l'eau (poesie 1971-1973), Parigi, ed. St Germain-des-Prés, 1978
- Insulaire & Cie (poesie 1975-1979), Sigean, Editions de l'Orycte, 1980
- L'exproprié (romanzo), Algeri, SNED, 1981
- L'oiseau minéral (poesie 1979-1981), Algeri, L'Orycte, 1982
- L'étreinte du sablier (poesie 1975-1983), Orano, Centre de Documentation des Sciences Humaines, 1983
- Les rets de l'oiseleur (novelle 1973-1981), Algeri, ENAL, 1983
- Les chercheurs d'os (romanzo), Parigi, Seuil, 1984 - ISBN 2-02-006710-2
- Les mots migrateurs, une anthologie poétique algérienne, Algeri, Office des Publications Universitaires, 1984
- L'invention du désert, (romanzo), Parigi, Seuil, 1987 - ISBN 2020095173
- Les Vigiles (romanzo), Parigi, Seuil, 1991 - ISBN 2020127660
- L'exproprié (versione definitiva) Parigi, Editions François Majault, 1991 - ISBN 2908898012

Opere postume
- Pérennes (poesie 1975-1993), preceduto da "Pour saluer Tahar Djaout" di Jacques Gaucheron, copertina e disegni a china di Tibouchi, Parigi, "Europe/Poésie, Le Temps des Cerises", 1996 - ISBN 2841090566
- Le dernier été de la raison (romanzo), Parigi, Seuil, 1999 - ISBN 2020367106 (tr. it. L'ultima estate della ragione, Bibliofabbrica, 2009)
- La Kabylie, Paris-Méditerranée, 2001